# Tenuipalpus kobachidzei
Tenuipalpus kobachidzei är en spindeldjursart som beskrevs av Reck 1951. Tenuipalpus kobachidzei ingår i släktet Tenuipalpus och familjen Tenuipalpidae. Inga underarter finns listade i Catalogue of Life.